# Notopeplum annulatum
Notopeplum annulatum is een slakkensoort uit de familie van de Volutidae. De wetenschappelijke naam van de soort is voor het eerst geldig gepubliceerd in 1972 door Wilson.